# 14º Reggimento fanteria "Pinerolo"
Il 14º Reggimento fanteria "Pinerolo" è stata un'unità militare dell'Armata Sarda e del Regio Esercito Italiano.

## Le origini
Il Reggimento venne costituito nel 1831, quando Carlo Alberto, appena salito al trono ha riorganizzato l'intera struttura militare, ridotta in condizioni precarie dal suo predecessore Carlo Felice. Nel 1831, con l'istituzione delle Brigate Permanenti, la Brigata di Pinerolo venne sdoppiata in 1º e 2º Reggimento “Pinerolo”, ciascuno dei quali costituito da uno stato maggiore e tre battaglioni. Nel 1839 i due Reggimenti assumono il nome di 13º e 14º Reggimento di Fanteria Brigata “Pinerolo”, in base all'assegnazione ai Reggimenti di un numero progressivo. La riorganizzazione prevede uno stato maggiore, due battaglioni, ognuno con una compagnia di granatieri e tre di fucilieri, e un terzo battaglione formato da quattro compagnie di cacciatori. Il quadro deposito dava vita in caso di mobilitazione ad un quarto battaglione formato da quattro compagnie di fucilieri. I soldati erano per lo più di leva e prestavano servizio per quattordici mesi, restando disponibili ad eventuali richiami per quindici anni. I reggimenti presero parte alla prima guerra d'indipendenza nel 1848-1849, alla campagna di Crimea del 1855-1856, alla seconda guerra d'inpdipendenza nel 1859, e alla terza guerra d'indipendenza nel 1866.

## La prima guerra mondiale
Nella Prima Guerra Mondiale il Reggimento è costituito da tre battaglioni ed un deposito; ogni battaglione è strutturato su 4 compagnie e una sezione mitraglieri. Il reggimento si è particolarmente distinto a Monte Sei Busi e nella battaglia del solstizio nella zona dell'altopiano dei sette comuni nel combattimento di Cima Echar, Costalunga, Monte Valbella.

## Il periodo tra le due guerre
In attuazione della legge dell'11 marzo 1926 sull'ordinamento dell'esercito, riprese il nome di 14º Reggimento Fanteria "Pinerolo" ed a seguito della formazione delle brigate su tre reggimenti viene assegnato alla XXIV Brigata di Fanteria della quale facevano parte anche il 13° "Pinerolo" ed il 225° "Arezzo", rimanendo strutturato su due battaglioni.
Dall'aprile 1935 al settembre 1936, il Reggimento venne mobilitato per la Campagna d'Africa 1935-36 ed inviato in Africa orientale dove venne schierato nel settore di Af Gaga e Scirè.

## La seconda guerra mondiale
Con la formazione delle divisioni binarie nel 1939, prese parte al secondo conflitto mondiale inquadrato nella 24ª Divisione fanteria "Pinerolo" unitamente ai Reggimenti 13º fanteria e 18º Reggimento artiglieria.
Il 10 giugno 1940 all'entrata in guerra dell'Italia nel secondo conflitto mondiale il Reggimento era schierato sul fronte alpino occidentale partecipando alla campagna di guerra contro la Francia, con il seguente organico:
- comando e compagnia comando
- I battaglione fucilieri .
- II battaglione fucilieri
- III battaglione fucilieri
- compagnia mortai da 81[1]
- batteria armi di accompagnamento da 65/17[1]

Nel 1941 alla Divisione "Pinerolo" venne affiancato anche il 313º fanteria. Il 14º Reggimento, inviato in Albania, prese partecipa alla campagna di guerra contro la Grecia. Nel periodo 1942-43 il reggimento a conclusione della campagna rimase in territorio greco con compito di presidio e lotta antipartigiana, sciogliendosi in territorio greco in Tessaglia scioglie l'11 settembre 1943, per eventi bellici, in seguito alle vicende che seguirono la proclamazione dell'armistizio dell'8 settembre.

### Decorati
- colonnello Luigi Damiano
- tenente Fernando Ferri
- sottotenente Leopoldo Montini
- maggiore Umberto Saracini

## Insegne e Simboli
- Il Reggimento indossa il fregio della Fanteria (composto da due fucili incrociati sormontati da una bomba con una fiamma dritta). Al centro nel tondino è riportato il numero "13".
- Mostreggiature: le mostrine del reggimento sono rettangolari di colore Rosso listate verticalmente di Nero; derivano dai risvolti e dalle guarniture (mostre) che ornavano le antiche uniformi sabaude, i cui colori cambiavano da reggimento a reggimento. Alla base della mostrina si trova la stella argentata a 5 punte bordata di nero, simbolo delle forze armate italiane.

## Motto del reggimento
"Sempre più avanti, sempre più in alto".